# 共和廣場 (丹佛)
共和廣場（Republic Plaza）是一座位於美國科羅拉多州丹佛的摩天大樓，高218公尺、56層樓，是丹佛最高的建築物。大樓由SOM建築設計事務所設計，1984年完工。

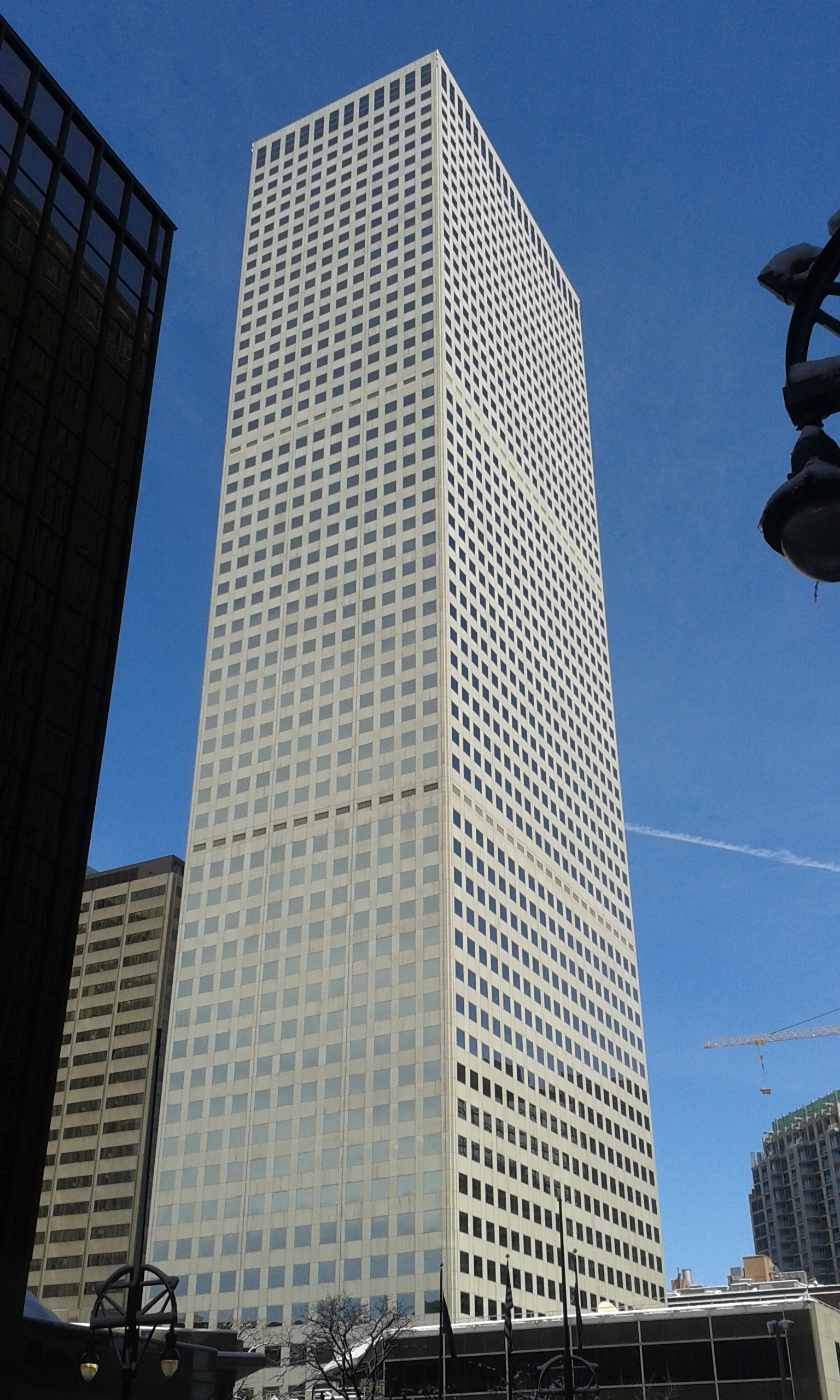
共和廣場